# Paul Tibbets

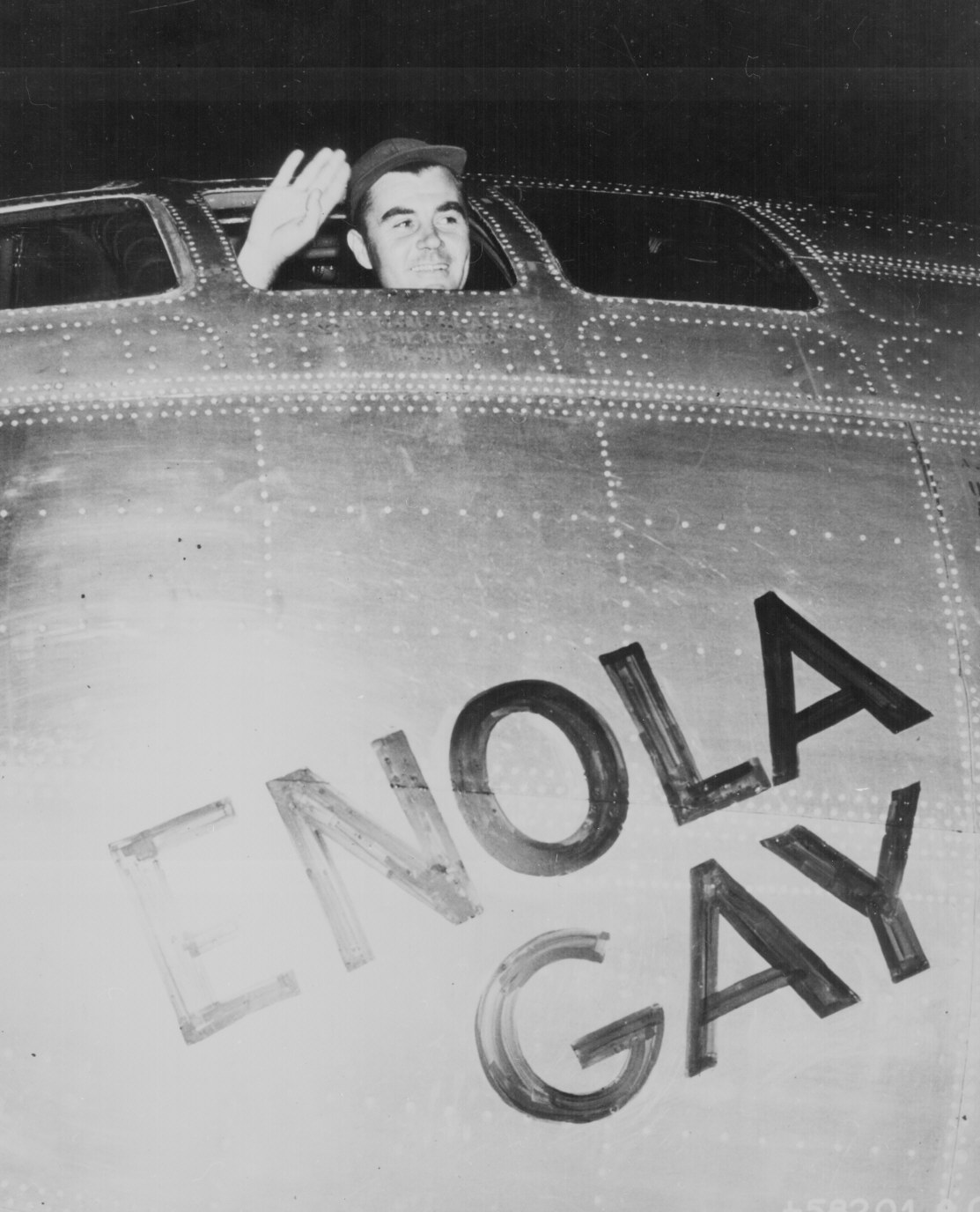
Paul Tibbets acenando da janela do cockpit do Enola Gay, em 6 de agosto de 1945, antes de partir para Hiroshima.

Paul Warfield Tibbets, Jr, (Quincy, Illinois, 23 de fevereiro de 1915 – Columbus, Ohio, 1 de novembro de 2007) foi um brigadeiro-general da Força Aérea dos Estados Unidos, comandante do avião que lançou a bomba atômica sobre Hiroshima em 6 de agosto de 1945.
Piloto americano de missões de bombardeio sobre a Alemanha durante a Segunda Guerra, o então tenente-coronel Tibbets, de 30 anos, foi o escolhido para lançar a bomba atômica sobre Hiroshima. Na ocasião comandava o 509.º Agrupamento Aéreo dos Estados Unidos e desde fevereiro de 1945 preparava-se para a missão.
Desde o final de abril, o comandante aguardava, na pequena ilha de Tinian, no arquipélago das Marianas, no Oceano Pacífico, a ordem para bombardear o Japão.
Para realizá-la, Tibbets escolheu pessoalmente um quadrimotor B-29 que foi denominado Enola Gay, em homenagem à mãe dele.
Dos 1 500 membros do esquadrão, Tibbets era o único que sabia para o que estava sendo treinado. Os demais membros da tripulação que acompanhou o piloto apenas tinham recebido instruções pouco precisas sobre os reais objetivos da missão.
Até o fim de sua vida, Tibbets acreditou ter feito o necessário para acabar com a guerra e não demonstrou arrependimento pela bomba por ele lançada ser responsável pela morte de mais de 119 mil pessoas, no primeiro ataque nuclear contra seres humanos na história.
O presidente Harry Truman, que ordenou o ataque, teria dito à tripulação, depois do retorno aos Estados Unidos: "Não percam o sono por terem cumprido essa missão; a decisão foi minha, vocês não podiam escolher".
Paul Tibbets viveu por mais de sessenta anos após Hiroshima, falecendo em casa, no estado de Ohio, em 1 de novembro de 2007, aos 92 anos de idade.